# Pustków (województwo opolskie)
Pustków (niem. Wüsten) – wieś w Polsce, położona w województwie opolskim, w powiecie opolskim, w gminie Ozimek.

## Nazwa
Według niemieckiego językoznawcy Heinricha Adamy’ego nazwa miejscowości pochodzi od polskiego określenia braku obecności - "pustki" lub niezagospodarowanego terenu pustkowia. W swoim dziele o nazwach miejscowych na Śląsku wydanym w 1888 roku we Wrocławiu jako starszą od niemieckiej wymienia on nazwę - "Pustka" podając jej znaczenie "Wustenfeld" czyli po polsku "pustynne pole". Niemcy początkowo zgermanizowali nazwę na Pustkow, a później na Wüsten w wyniku czego utraciła ona swoje pierwotne znaczenie.
1 czerwca 1948 r. nadano miejscowości, będącej wówczas związanej administracyjnie ze Szczedrzykiem, polską nazwę Pustków.

## Historia
Najstarsze znane zapiski dotyczące miejscowości w miejscu obecnego Pustkowa pochodzą z 1679 r. z protokołu wizytacyjnego kościoła w Szczedrzyku. W zapisie tym mówi się o 5 zagrodnikach ze Smigulach, płacących po jednym srebrnym groszu podatku kościelnego na rzecz szczedrzyckiej parafii; na mapie z 1736 roku, znajdującej się w Homannische Atlas, Schmigule zostały zaznaczone w miejscu obecnego Pustkowa.
W 1809 r. miejscowość, stanowiąca wówczas kilka domów między Szczedrzykiem a Nową Schodnią, została wymieniona w Atlas von Schlesien (pol.: atlas Śląska) jako Pustkow-Hauser. W późniejszych dokumentach występuje także nazwa Bonkow, której echa pojawiały się jeszcze w okresie międzywojennym (Bonkowe Berge). Nazwa Pustków, określająca pustkowie, miejsce niezagospodarowane, ale też oddalone od wsi, występuje jako część miejscowości Nowa Schodnia i Szczedrzyk. W 1865 r. miejscowość była przysiółkiem, będącym częścią Szczedrzyka, i nazywała się Colonia Pustkow.

## Demografia
W 1836 r. w miejscowości mieszkało 965 osób (wedle informacji z protokołów wizytacyjnych szczedrzykowskiej parafii).